# 10 000 mètres féminin aux championnats du monde d'athlétisme 1993
Navigation
Tokyo 1991 Göteborg 1995
L'épreuve du 10 000 mètres féminin des championnats du monde d'athlétisme 1993 s'est déroulée les 19 et 21 août 1993 au  Gottlieb Daimler Stadion de Stuttgart, en Allemagne. Elle est remportée par la Chinoise Wang Junxia .

## Résultats

### Finale
| Rang               | Athlète               | Pays           | Temps    | Notes |
| ------------------ | --------------------- | -------------- | -------- | ----- |
| Médaille d'or      | Wang Junxia           | Chine          | 30:49.30 | CR    |
| Médaille d'argent  | Zhong Huandi          | Chine          | 31:12.55 |       |
| Médaille de bronze | Sally Barsosio        | Kenya          | 31:15.38 | WJR   |
| 4                  | Tegla Loroupe         | Kenya          | 31:29.91 |       |
| 5                  | Lynn Jennings         | États-Unis     | 31:30.53 |       |
| 6                  | Conceição Ferreira    | Portugal       | 31:30.60 |       |
| 7                  | Albertina Dias        | Portugal       | 31:33.03 |       |
| 8                  | Anne Marie Letko      | États-Unis     | 31:37.36 |       |
| 9                  | Uta Pippig            | Allemagne      | 31:39.97 |       |
| 10                 | Fernanda Ribeiro      | Portugal       | 31:40.51 |       |
| 11                 | Carmem de Oliveira    | Brésil         | 31:47.76 |       |
| 12                 | Maria Guida           | Italie         | 32:15.34 |       |
| 13                 | Kathrin Ullrich-Weßel | Allemagne      | 32:27.38 |       |
| 14                 | Olga Appell           | Mexique        | 32:32.51 |       |
| 15                 | Naomi Yoshida         | Japon          | 32:35.44 |       |
| 16                 | Iulia Negura-Olteanu  | Roumanie       | 32:40.61 |       |
| 17                 | Izumi Maki            | Japon          | 32:53.41 |       |
| 18                 | Rosario Murcia        | France         | 32:54.65 |       |
| 19                 | Suzana Ćirić          | Yougoslavie    | 33:36.72 |       |
| 20                 | Isabel Juarez         | Mexique        | 33:28.47 |       |
| 21                 | Elaine Van Blunk      | États-Unis     | 33:42.85 |       |
| 22                 | Gitte Karlshoj        | Danemark       | 33:58.58 |       |
| —                  | Catherina McKiernan   | Irlande        | DNF      |       |
| —                  | Päivi Tikkanen        | Finlande       | DNF      |       |
| —                  | Elana Meyer           | Afrique du Sud | DNF      |       |

## Légende
Records et Performances
- AR : Record continental (area record)
- CR : Record des championnats (championship record)
- MR : Record du meeting (meet record)
- NR : Record national (national record)
- OR : Record olympique (olympic record)
- PR : Record paralympique (paralympic record)
- PB : Record personnel (personal best)
- SB : Meilleure performance personnelle de la saison (season's best)
- WL : Meilleure performance mondiale de l'année (world leader)
- WJR : Record du monde junior (world junior record)
- WR : Record du monde (world record)

Circonstances et Conditions
- DNF : N'a pas terminé (did not finish)
- DNS : N'a pas pris le départ (did not start)
- DQ : Disqualification (disqualification)
- NM : Aucun essai valable enregistré (No Mark)
- Q : Qualifié « directement » au prochain tour (ou à la prochaine compétition), lors d'une compétition majeure, grâce au classement ou à la réalisation des minima (automatic qualifier)
- q : Qualifié au prochain tour (ou à la prochaine compétition), lors d'une compétition majeure, grâce au repêchage ou à la réalisation de l'une des meilleures performances parmi celles des « non qualifiés directement » (grâce au meilleur temps ou à la meilleure distance par exemple) (secondary qualifier)